# Pawło Chudzik
Pawło Ołeksandrowycz Chudzik, ukr. Павло Олександрович Худзік (ur. 29 kwietnia 1985 w Teofipolu, w obwodzie chmielnickim, Ukraińska SRR, zm. 8 marca 2015 w Zołotonosze, w obwodzie czerkaskim) – ukraiński piłkarz, grający na pozycji napastnika.

## Kariera piłkarska

### Kariera klubowa
Wychowanek Szkoły Piłkarskiej na Chmielnicczyźnie. Pierwszy trener - Ihor Szyzszkin i Anatolij Czerniak. W 2003 rozpoczął karierę piłkarską w klubie Krasyliw-Obołoń Krasiłów. Po tym jak w 2004 klub został rozwiązany, przeszedł następnego roku do Enerhetyka Bursztyn. Na początku 2007 został piłkarzem FK Lwów, a jesienią został wypożyczony do Kniażej Szczasływe. W lipcu 2010 podpisał 2-letni kontrakt z Obołonią Kijów. 10 czerwca 2011 roku przeszedł do Zorii Ługańsk.
8 marca 2015 zmarł w szpitalu wkrótce po wypadku samochodowym.

## Sukcesy i odznaczenia

### Sukcesy klubowe
- wicemistrz Pierwszej lihi Ukrainy: 2007/08